# برکون
برکون (به انگلیسی: Brecon) یک شهرک بازاری در ولز است که در پویس واقع شده‌است. برکون ۸٬۲۵۰ نفر جمعیت دارد.

## خواهرخوانده
شهرهای سالین، میشیگان و Gouesnou خواهرخوانده‌های برکون هستند.

## نگارخانه

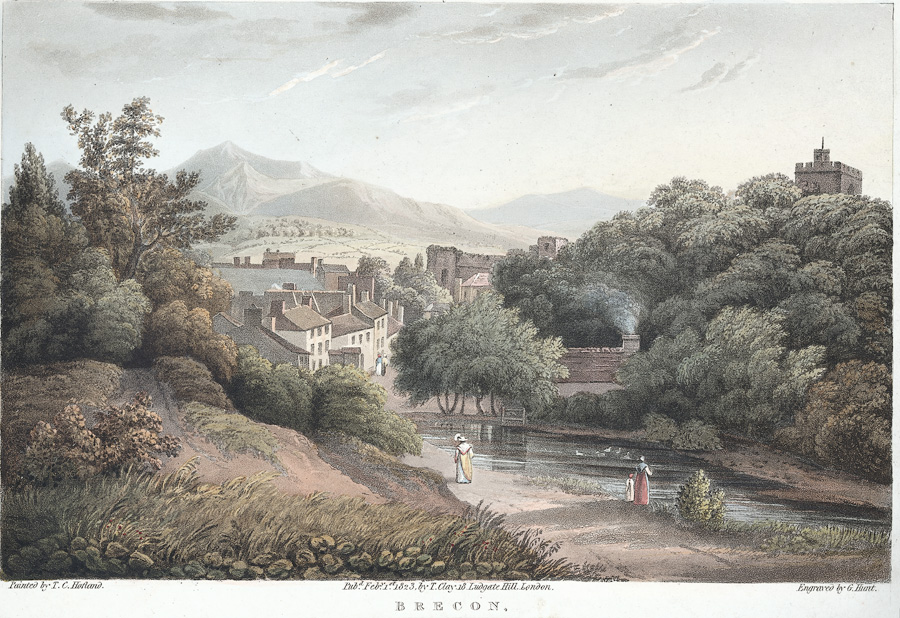
۱۸۲۳
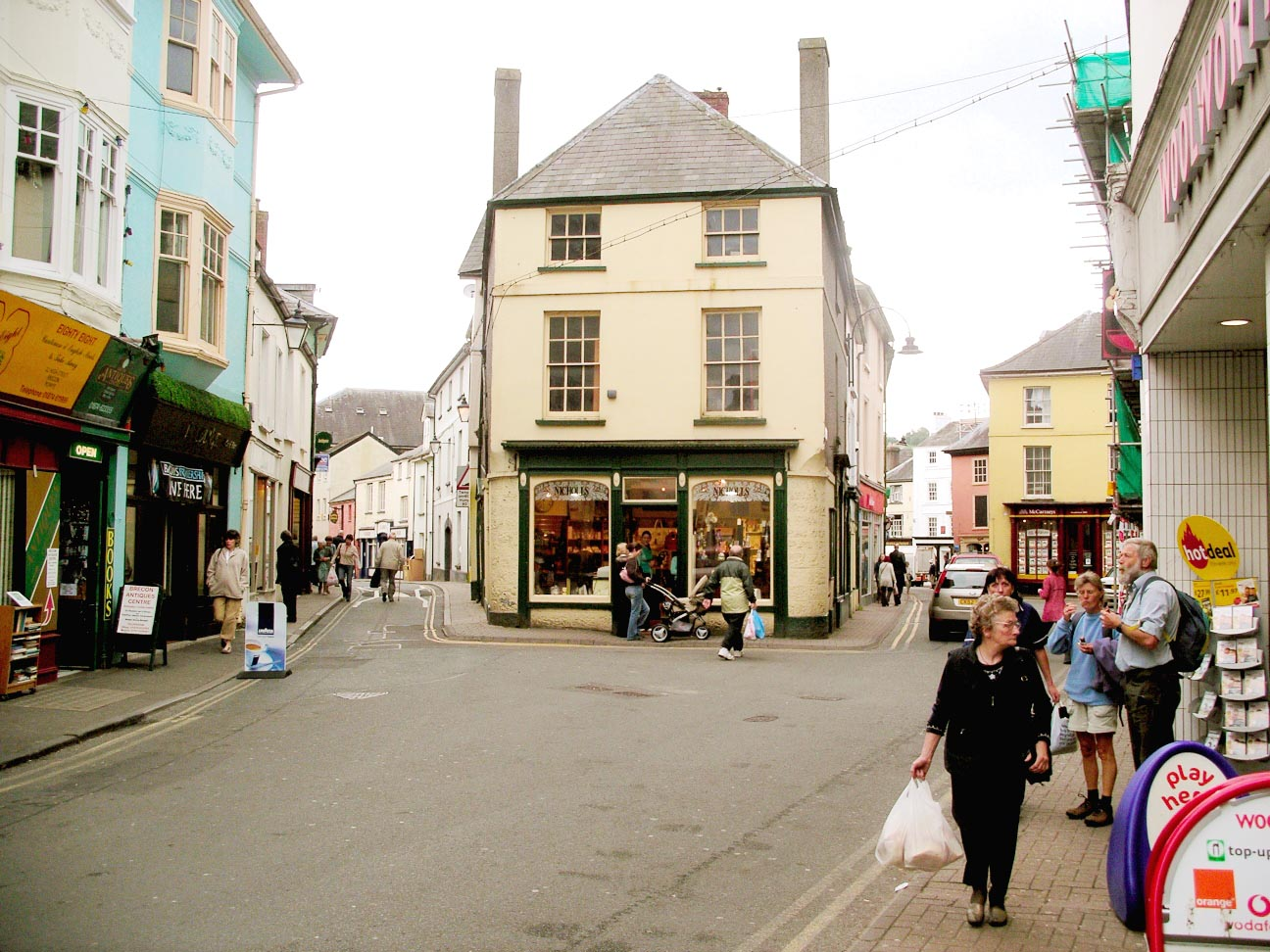
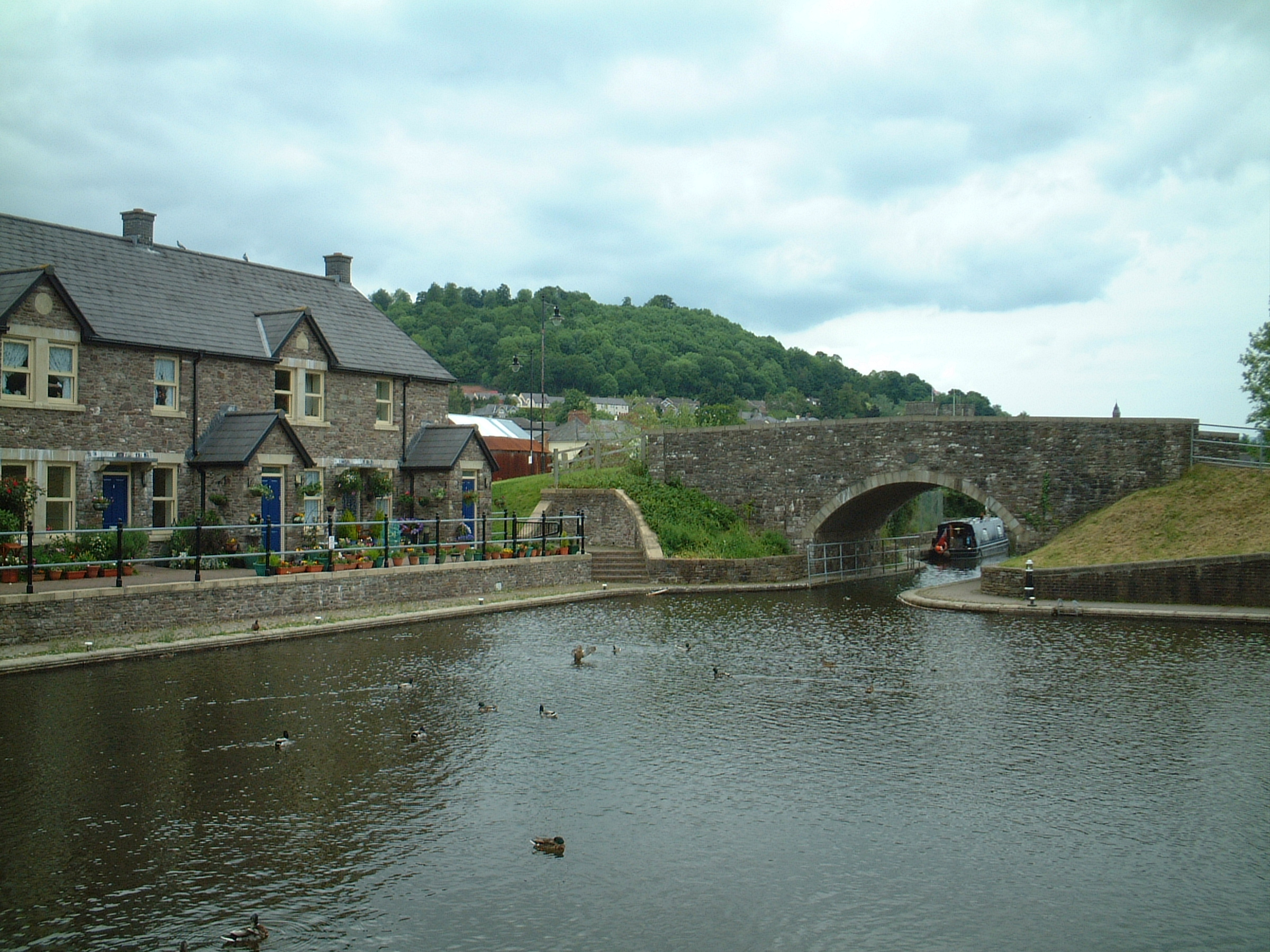